# ザジ ZAZIE
『ザジ ZAZIE』は、1989年10月14日に公開された日本映画。監督は利重剛、主演は横道坊主の中村義人。

## キャスト
- ザジ（赤木雅志）：中村義人
- 恭子：宮崎萬純
- 恵：RIKACO
- 砂田：杉本哲太
- ブン：松下由樹
- 山村達夫：波方清
- 洋助：ユーラ
- ラブホテルの女：天久美智子
- 歯科医：沼田爆
- 〈べリィ〉のマスター：中沢清八
- ザジの元同僚：北村魚
- リンダ：ロニータ・ホヤ
- 老姿：鈴木光枝

## スタッフ
- 監督・脚本：利重剛
- 企画：伊地知徹生
- 製作：大里洋吉、山本久、出口孝臣、有竹雅巳
- プロデューサー：森重晃、津島秀明、畠中達郎
- 撮影監督：井出情児
- ビデオ撮影：中村義人
- 美術：山田正徳
- 音楽：横道坊主
- 録音：志満順一
- 照明：高坂俊秀
- 編集：鈴木歓
- 助監督：細野辰興
- スチール：松原研二
- 製作：アミューズ・シネマ・シティ、イレヴン音楽出版、BRAIN STORM MUSIC
- 配給：ヘラルド